# 3157 Novikov
3157 Novikov è un asteroide della fascia principale del diametro medio di circa 29,79 km. Scoperto nel 1973, presenta un'orbita caratterizzata da un semiasse maggiore pari a 3,1493287 au e da un'eccentricità di 0,1473251, inclinata di 7,59834° rispetto all'eclittica.
L'asteroide è dedicato al poeta e aviatore sovietico Aleksej Ivanovič Novikov.